# Királyok völgye 1

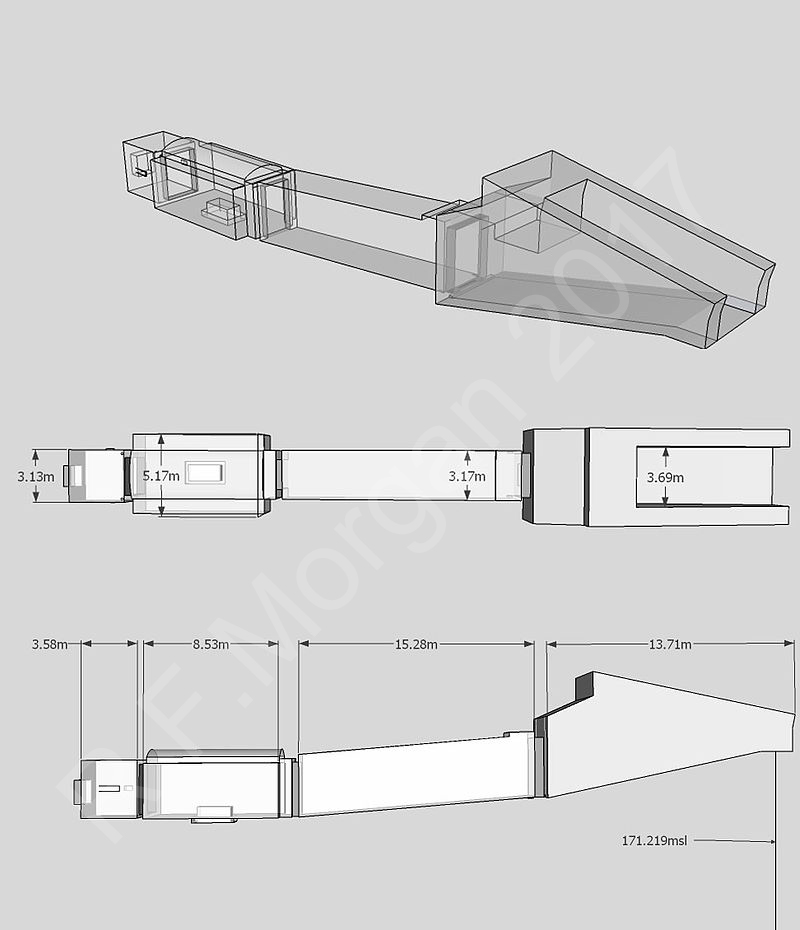
A sír felépítése

A Királyok völgye 1, más néven KV1 a XX. dinasztiából származó VII. Ramszesz fáraó sírja az egyiptomi Királyok völgyében. Ez az eddig ismert legészakibb sír, a nekropolisz bejáratának közelében helyezkedik el. Már az ókor óta ismert volt, ennek ellenére csak a 20. században, először az ötvenes években, később 1983 és 1985 között mérték fel és tisztították meg. Az egy folyosóból álló sír a XX. dinasztia többi sírjához viszonyítva kis méretű és a fáraó váratlanul bekövetkezett halála miatt befejezetlen.

## Leírás
A kor tipikus sírjainak megfelelően részei egy egyenes tengely mentén helyezkednek el. III. Ramszesz utódai ugyanazt a sémát követték, és a sírokat hasonló módon díszítették. Négy fő részből áll, a bejáratból, egy folyosóból, a szarkofágot tartalmazó sírkamrából és a sírkamra mögött kialakított kisebb helyiségből.
VII. Ramszesz hét évig uralkodott, halálakor sírja még nem volt kész. A jelek arra mutatnak, hogy a sírkamrát eredetileg folyosónak szánták, majd ezt a rész szélesítették ki a szarkofág számára és a sírkamra mögötti helyiségnél félbeszakadtak a munkák.
A folyosót a Kapuk könyvéből, a Barlangok könyvéből és a Föld könyvéből származó illusztrációkkal díszítették, a sírkamra falain viszont csak a Föld könyvéből láthatók ábrázolások. A képek stílusa, az ábrázolás módja és a témaválasztás szorosan követi az uralkodó elődjének, VI. Ramszesz sírjának (KV9) díszítését, bár tőle eltérően a sírkamra mennyezetén Nut istennő kettős képe látható, ami az előző dinasztia idejére jellemző.
A sírkamrában egy mélyedést vágtak a sziklába, ahova a nagyjából kártus alakú a szarkofágot helyezték. Ez a legkésőbbi példája a sírokban elhelyezett szarkofágoknak, ugyanis a későbbi temetkezéseknél egy mély aknát ástak ki amelyet kőlappal fedtek le.
A sírt már az ókorban kifosztották, az uralkodó múmiája eltűnt, feltehetőleg megsemmisült, azonban a Dejr el-Bahari-i rejtekhelyen a többi fáraó maradványai mellett előkerült négy csésze rajta a VII. Ramszesz nevével.

## Feltárások, állagmegóvás
A KV1 egyike volt annak a tizenegy sírnak, amit már az ókorban is ismertek, és nyitva állt az utazók előtt. Ebből a korból a falakon 132, a látogatók által felvésett graffitit vettek számba. Köztük található a völgy legrégebbi graffitije, ami i. e. 278-ból származik. Később a sírt kopt szerzetesek lakhelyként használták. Európai utazók már a 18. században felfigyeltek rá, köztük Richard Pococke, aki „A Sírként” említi meg 1743-ban megjelent „Megfigyelések Egyiptomról” című könyvében. Egyiptomi hadjárata alatt Napóleon tudósai tanulmányozták a Királyok völgyét és VII. Ramszesz nyughelyét az „1. sírként” jegyezték fel.
A KV1-et az 1950-es években megtisztították, de a munkáról nem készítettek dokumentációt. 1983-tól a Royal Ontario Museum finanszírozásával Edwin Bock ásatásokat végzett a sírkamrában majd egy évtizeddel később a bejáratnál is. A feltárások során fadarabok, fajansz és kő usébtik, cserépdarabok, valamint a munkások által rajzolt vázlatokkal borított osztrakonok kerültek elő.  1994-ben az Egyiptomi Régiségek Főtanácsa megbízásából letisztították a falakat és a repedéseket bevakolták. A munkálatok során számos ókori graffitit takartak el.

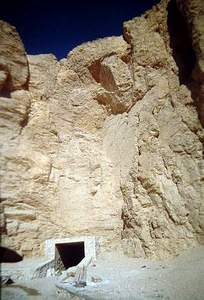
A sír bejárata
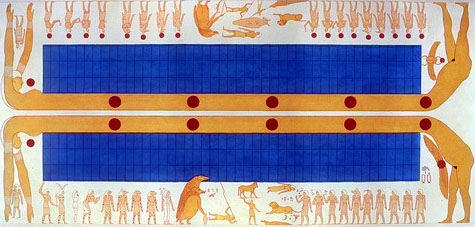
A sírkamra mennyezete
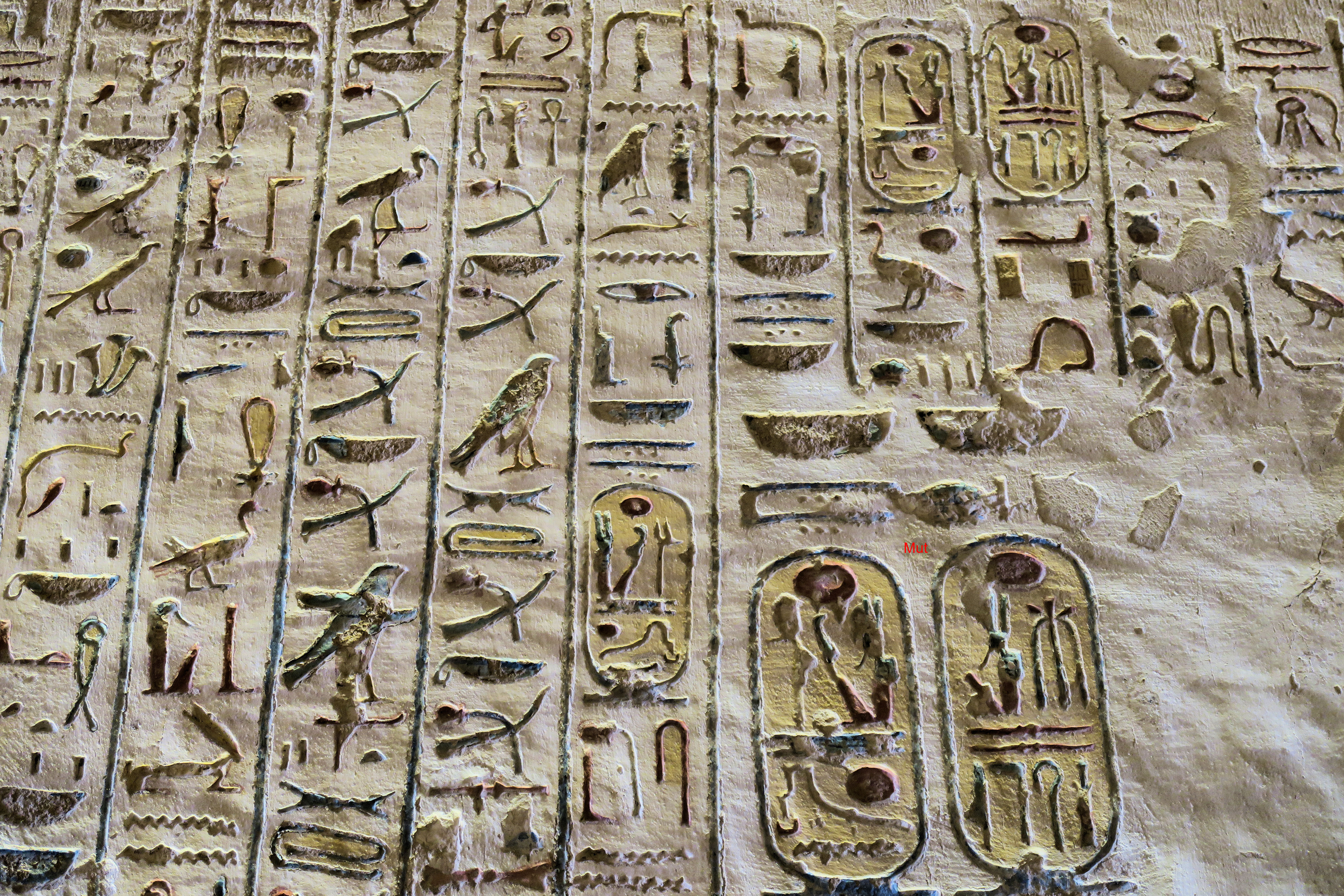
A díszítés részlete

## Fordítás
- Ez a szócikk részben vagy egészben  a   KV1 című angol Wikipédia-szócikk ezen változatának fordításán alapul.  Az eredeti cikk szerkesztőit annak laptörténete sorolja fel. Ez a jelzés csupán a megfogalmazás eredetét és a szerzői jogokat jelzi, nem szolgál a cikkben szereplő információk forrásmegjelöléseként.
- Ez a szócikk részben vagy egészben  a   KV1 című olasz Wikipédia-szócikk ezen változatának fordításán alapul.  Az eredeti cikk szerkesztőit annak laptörténete sorolja fel. Ez a jelzés csupán a megfogalmazás eredetét és a szerzői jogokat jelzi, nem szolgál a cikkben szereplő információk forrásmegjelöléseként.

## Külső hivatkozások
- Theban Mapping Project: KV1